# Луций Сений
Лу́ций Се́ний (лат. Lucius Saenius; умер после 30 года до н. э.) — римский политический деятель из плебейского рода Сениев, сторонник Октавиана, консул-суффект 30 года до н. э. Автор Сениева закона, по которому некоторые плебейские семьи вошли в состав патрициата. По одной из версий, носил когномен Бальбин и в начале своей карьеры принадлежал к помпеянской «партии».

## Биография
Луций Сений принадлежал к незнатному плебейскому роду. Благодаря одному эпиграфическому источнику известно, что его отец носил тот же преномен — Луций. Возможно, именно Сений-старший упоминается у Саллюстия как сенатор, в 63 году до н. э. получивший из Фезул письмо о начале восстания катилинариев. Этот эпизод показывает, что Сении могли быть родом из Фезул или, как минимум, из Этрурии.
Своей карьерой Луций-младший был обязан исключительно Октавиану. Надёжные упоминания о нём в сохранившихся источниках относятся только к 30 году до н. э., когда Октавиан сделал Сения своим коллегой в качестве консула-суффекта на два последних месяца года (с 1 ноября). Луций стал автором названного в его честь закона (lex Saenia), согласно которому Октавиан получил право предоставлять отдельным плебейским семьям статус патрицианских. В источниках этот закон датирован 29 годом до н. э., но здесь дело может быть в том, что Октавиан утвердил его после принятия сенатом и народным собранием, когда вернулся в Рим из провинции.
Антиковеды обратили внимание на упоминание у Аппиана некоего Бальбина — консула 30 года до н. э., который не фигурирует ни в каких других источниках. Существует предположение, что Бальбин — это когномен Луция Сения. В этом случае получается, что последний во время гражданских войн 40-х годов до н. э. был на стороне помпеянской «партии», но уцелел при её разгроме и стал сторонником Октавиана. В 30 году до н. э., во время его недолгого консулата, именно к Сению (у Аппиана — Бальбин) обратился с просьбой бывший триумвир Марк Эмилий Лепид. Этот нобиль приехал в Рим после казни сына, чтобы освободить свою жену от тягостной и опасной поездки в Грецию к Октавиану на суд по обвинению в укрывательстве. Лепид пришёл к Сению со словами: «Тебя я не поместил в проскрипционные списки, а сейчас сам стою гораздо ниже проскрибированных. Посмотри на превратности человеческой судьбы и на меня, стоящего теперь перед тобою в качестве просителя…». По словам Аппиана, этот поворот судьбы так тронул Бальбина/Сения, что тот разрешил жене Лепида не ехать в Грецию.